# Station Midwoud-Oostwoud
Station Midwoud-Oostwoud (afkorting Mow) is het spoorwegstation in het Westfriese Midwoud. Het station was van het standaardtype van de HN, dateert uit 1887 en gelegen aan de in datzelfde jaar geopende spoorlijn Hoorn – Medemblik van de voormalige Locaalspoorwegmaatschappij Hollands Noorderkwartier.
Het station werd geopend op 3 november 1887 en gesloten voor reizigersvervoer op 1 januari 1936. Van 29 mei 1940 tot 5 januari 1941 was het weer geopend voor reizigersvervoer. Het goederenvervoer bleef bestaan tot 1972. De eerste rit van de Stoomtram Hoorn-Medemblik vond plaats op 23 mei 1968. Sinds 1969 is er een regelmatige stoomtramdienst.
Het gebouw is gesloopt in 1971.